# ريا وسكينة (فلم 1953)
فيلم مصري تم إنتاجه عام 1953م يتناول قصة حقيقية تعود لعام 1920 عن ريا وسكينة أشهر عصابة في خطف الفتيات وقتلهم لسرقة مصاغاتهم الذهبية.

## القصة
تسود الإسكندرية ظاهرة اختفاء السيدات تهتم الشرطة بهذه الظاهرة والعمل على فك أسرارها يعد الضابط أحمد خطة للكشف عن ما وراء هذه الظاهرة فيتنكر في زى أحد رجال البحر ويتسمى باسم دحروج ويعلم بأن هناك بعض المتعطلين يتردد على أحد الخمارات فيذهب إلى هناك لعله يعرف سر العصابة يلتقى أمين الكاتب بالمجزر بإحدى الغوازي ويستدرجها لمقابلة أسرته ويذهب بها إلى منزل ريا وسكينة وتختفى الغازية ويبحث الضابط أحمد عن الشخص المسؤل عن تصريف الذهب المسروق فيعرف انه الصائغ عريضة يذهب إلى مقابلته إلا أنه يقتل وكان أمين على علاقة بدلال ابنة المعلم الجزار الذي يعمل عنده يحدد امين لدلال موعدا لمقابلته فتحضر ومعها صديقاتها سعاد يذهب امين ومعه دلال وسعاد وشقيقها الصغير إلى منزل ريا وسكينة يعرف الشقيق الأصغر ما تتعرض له دلال وعاد فيهرب ليبلغ الضابط أحمد تذهب قوة من البوليس لمحاصرة بيت ريا وسكينة ويتم القبض عليهما وباقى افراد العصابة ويقتل امين في هذه العملية.

## ابطال الفيلم
| الرقم | الشخصية     | الممثل            | معلومات    |
| ----- | ----------- | ----------------- | ---------- |
| 1     | ريا         | نجمة إبراهيم      |            |
| 2     | سكينة       | زوزو حمدي الحكيم  |            |
| 3     | الضابط أحمد | أنور وجدي         |            |
| 4     | أمين        | شكري سرحان        |            |
| 5     | سعاد        | سميرة أحمد        |            |
| 6     | الأعور      | فريد شوقي         |            |
| 7     | حسب الله    | رياض القصبجي      | زوج ريا    |
| 8     | دلال        | برلنتي عبد الحميد | صديقة سعاد |

## فريق العمل
- الإخراج: صلاح أبو سيف (إخراج) / نجدى حافظ (مساعد مخرج)
- التأليف: نجيب محفوظ (قصة) / صلاح أبو سيف (سيناريو)
- تاريخ الإصدار: 23 فبراير 1953 م

## روابط خارجية
- مقالات تستعمل روابط فنية بلا صلة مع ويكي بيانات